# 拉格拉斯
拉格拉斯（法語：Lagrasse，法語發音：[laɡʁas] ⓘ）是法国奥德省的一个市镇，位于该省中北部，属于卡尔卡松区。

## 地理
拉格拉斯（43°5'27"N, 2°37'14"E）面积32.2 平方千米，位于法国奧克西塔尼大區奥德省，该省份为法国南部沿海省份，北起塔恩省，西北接上加龙省，西接阿列日省，南至东比利牛斯省，东临地中海，东北与埃罗省接壤。
与拉格拉斯接壤的市镇（或旧市镇、城区）包括：康普隆多德、科内特昂瓦勒、杜藏、里博特、里约昂瓦勒、圣皮埃尔德尚、塞尔维耶斯昂瓦勒、塔莱朗、图尔尼桑、瓦勒德达涅。

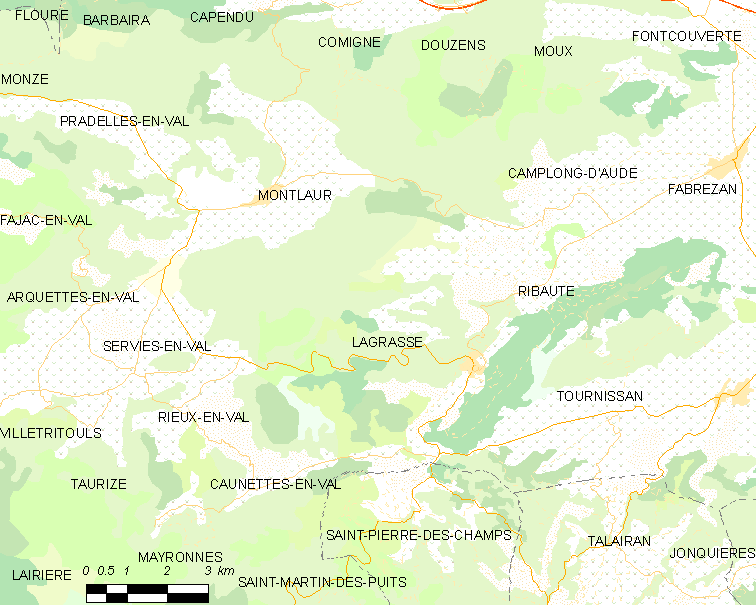
拉格拉斯的OSM定位图

拉格拉斯的时区为UTC+01:00、UTC+02:00（夏令时）。

## 行政
拉格拉斯的邮政编码为11220，INSEE市镇编码为11185。

## 政治
拉格拉斯所属的省级选区为莱科比耶尔县。

## 人口

1962-2008年间拉格拉斯人口变化图示

拉格拉斯于2022年1月1日时的人口数量为548人。